# Władisław Bajcajew
Władisław Borisowicz Bajcajew (ros. Владислав Борисович Байцаев; ur. 17 sierpnia 1990) – rosyjski, a od 2022 roku węgierski zapaśnik startujący w stylu wolnym. Zajął piąte miejsce na mistrzostwach świata w 2022 roku. 
Mistrz Europy w 2018, wicemistrz z 2011 i 2022; trzeci w 2013, 2023 i 2024. Triumfator igrzysk wojskowych w 2015 i trzeci w 2019. Pierwszy w Pucharze Świata w 2019; drugi w 2014 i piąty w 2017. Wojskowy mistrz świata z 2018. Mistrz Europy juniorów w 2010, trzeci na MŚ juniorów w 2009. Mistrz Rosji w 2019; drugi w 2015, 2017 i 2018, a trzeci w 2014 i 2016 roku.